# En midsommarnattsdröm (TV-film, 1990)
En midsommarnattsdröm är en svensk TV-pjäs från 1990 i regi av Eva Bergman och Ann-Ci Lifmark. Förlagan är En midsommarnattsdröm av William Shakespeare. TV-filmatiseringen är baserad på Eva Bergmans uppsättning av pjäsen på Backa teater med samma ensemble.

## Rollista
- Puck Ahlsell - Teseus
- Carina Dahlgren - Hermia
- Ulf Dohlsten - Niklas Botten
- Anders Ekborg - Teseus sekreterare
- Sven-Åke Gustavsson - Lysander
- Maria Hedborg - Hippolyta
- Rolf Holmgren - Hermias far
- Rickard Lundblad - ung pojke
- Claes Malmberg - Peter Kvitten
- Margareta Niss - Helena
- Laurence Plumridge - Demetrius